# Висоряй
Висоряй (лит. Visoriai, пол. Wyszary) — район на севере столицы Литвы города Вильнюс, входит в Вяркяйское староство.
Граничит с районами Сантаришкес и Йерузале на востоке (разделяет улица Гяляжинё Вилко (лит. Geležinio Vilko gatvė), с районом Фабийонишкес на юге, с деревней Байорай (Bajorai) на западе и с районом Скерсине (Skersinė) на севере. Район покрыт лесом но из-за нового строительства лесной массив быстро сокращается. 
Висоряй состоит из двух частей:
- Северная часть (микрорайон Байору калвос (лит. Bajorų kalvos)), для которой характерны преимущественно жилые дома-новостройки, есть созданный в 2002 году Висоряйский парк информационных технологий[1] и торговый центр IKI - Visoriai.
- Южная часть где расположены Висоряйские сады (Visorių sodai)

В Висоряй находится компания по производству медицинского оборудования „Moog Medical Devices Group“, институты биохимии, метаматики и информатики, экологии, геологии и географии, Национальный центр оценки продуктов питания и риска ветеринарии.

## Транспорт
По району Висоряй ходит несколько автобусов:
- 34 —  остановки: Академийос (Akademijos st.), Йоно Кайрюкщё (Jono Kairiūkščio st.) и Висоряй (Visoriai).
- 50 —  остановки: Академийос (Akademijos st.), Хемийос институтас (Chemijos institutas) и Байору содай (Bajorų sodai).
- 57 —  остановки: Академийос (Akademijos st.), Хемийос институтас (Chemijos institutas), Мокслининку (Mokslininkų st.) и Байору мишкас (Bajorų miškas).
- 69 —  остановки: Академийос (Akademijos st.), Хемийос институтас (Chemijos institutas) и Байору содай (Bajorų sodai).
- 120 — остановки: Йоно Кайрюкщё (Jono Kairiūkščio st.) и Висоряй (Visoriai).[2]